# Hans-Peter Kosack
Hans-Peter Kosack (* 18. Juli 1912 in Königsberg (Preußen); † 19. April 1976 in Bonn) war ein deutscher Geograf und Kartograf.

## Leben
Kosacks Vater war Kulturbaurat, der unter anderem das Tilsiter Kulturbauamt leitete und Deichinspektor der Deichverbände Nemonien und Tawellningken war. Hans-Peter Kosack besuchte die Hindenburg-Oberrealschule in Königsberg, das Gymnasium in Allenstein und bestand 1930 am Tilsiter Realgymnasium das Abitur. Er studierte an der Albertus-Universität Königsberg, der Albert-Ludwigs-Universität Freiburg und der Universität Wien Geographie und Musik. Am 25. September 1935 wurde er in Königsberg zum Dr. phil. promoviert.
In den Jahren 1935 und 1936 war er als wissenschaftlicher Assistent am Geographischen Institut der Georg-August-Universität Göttingen tätig und hatte danach Gast-Aufenthalte an den Geographischen Instituten der Universität Sofia, der Universität Lemberg, der Julius-Maximilians-Universität Würzburg, der Schlesischen Friedrich-Wilhelms-Universität und der Universität Wien. Zum 1. Dezember 1937 trat er in die NSDAP ein (Mitgliedsnummer 5.985.531). Im März 1939 wurde er Referent beim Reichsamt für Landesaufnahme. Nach dem Überfall auf Polen war er an der Vermessung der neuen Grenze mit der Sowjetunion am Bug beteiligt. Im Oktober 1941 kam er als Wissenschaftlicher Hilfsarbeiter zum Geographischen Dienst des Auswärtigen Amts und wurde zum Einsatzkommando „Potsdam“ des Sonderkommandos Künsberg abgestellt, das im Auftrag des Auswärtigen Amts den Karten- und Bücherraub organisierte. Im November 1941 war er in Kiew stationiert, danach noch in Charkow. Ab März 1942 wurde er als Soldat eingezogen und am Flugplatz Königsberg-Devau zum Wetterflieger ausgebildet. Er war nautischer Inspektor im Marinewetterdienst und kam schließlich zur Forschungsstaffel zur besonderen Verfügung des OKW unter der Leitung von Otto Schulz-Kampfhenkel, wo er ab Juni 1944 den Rang eines Sonderführers Z hatte.
Nach zweijähriger Kriegsgefangenschaft war er ab 1947 wissenschaftlicher Referent am Institut für Landeskunde, der späteren Bundesforschungsanstalt für Landeskunde und Raumordnung, in Bad Godesberg. Im Jahr 1951 war er außerdem der erste Hauptschriftleiter des Fachjournals Kartographische Nachrichten. Von 1954 bis 1973 war er Mitherausgeber des Rundbriefs des Zentralverbands der deutschen Geographen und der Bundesanstalt für Landeskunde. Seit 1970 lehrte er nebenamtlich beim Bibliothekar-Lehrinstitut des Landes Nordrhein-Westfalen in Köln. Ein Hauptinteresse galt nun den Polarregionen, insbesondere der Antarktis, zu denen er, ohne je dort gewesen zu sein, zwei Fachbücher schrieb. Daneben war er Mitarbeiter an Enzyklopädien wie Knaurs Lexikon, der Brockhaus Enzyklopädie und Westermanns Lexikon der Geographie. Kurz vor seiner Pensionierung starb er im 64. Lebensjahr.
Kosack war mit Loni Jedryczkowski verheiratet. Er hinterließ drei Kinder, den Ägyptologen und Koptologen Wolfgang Kosack, den Bonner Statistiker Klaus Kosack sowie Heidi Kosack in Karlsruhe.

## Schriften
- Geschichte der Laute und Lautenmusik in Preußen, 1934, Diss. PhD. Königsberg
- Zalew kuroński in Zbliska i Zdaleko, Heft 9, Jg. 1936, Lwów (ins Polnische übersetzter Artikel über das Kurische Haff)
- Beitrag zur Klassifikation der pliozänen und quartären Schichten im Becken von Sofia, Geologica Balkanica, II, H. 3 (1937), Sofia
- Die neuen Grenzen der Westgebiete der Sowjetunion, 1941, Justus Perthes Verlag, Gotha
- Geographie Ostpreußens, 1953, Holzner Verlag, Kitzingen
- Die Kartographie 1943–1954, eine bibliographische Übersicht, mit Karl-Heinz Meine, 1955, Astra Verlag, Lahr/Schwarzwald
- Die Antarktis. Eine Länderkunde, 1955, Keysersche Verlagsbuchhandlung, Heidelberg
- Versuch eines Entwurfs einer Verwaltungskarte des nördlichen Ostpreußen nach dem Stande vom 1. 1. 1955 in Berichte zur deutschen Landeskunde (Jg. 1957)
- Die Polarforschung, 1967, Vieweg-Verlag, Braunschweig
- Bibliographie der Landesbeschreibungen und Regionalatlanten Deutschlands, 1972, Bundesforschungsanstalt für Landeskunde und Raumordnung, Bonn